# Piotr Milewski (lekkoatleta)
Piotr Milewski (ur. 2 października 1991) – polski lekkoatleta specjalizujący się w skoku wzwyż.
Brązowy medalista mistrzostw Polski seniorów z 2013 roku. Medalista halowych mistrzostw Polski seniorów ma na koncie jeden brązowy (Spała 2012). Dwukrotny medalista mistrzostw Polski juniorów (brąz: Słupsk 2009 i srebro: Białystok 2010) oraz medalista młodzieżowych mistrzostw kraju (brąz: Gdańsk 2011). 
Rekordy życiowe: stadion – 2,22 (21 lipca 2013, Toruń); hala – 2,16 (5 marca 2016, Toruń).